# Marie-Anne Couperin
Marie-Anne Couperin (Parijs, 11 november 1677 – ?, ?) was een Franse organiste, lid van de familie Couperin en de peetdochter van François Couperin Le Grand. Zij was non, maar het is niet bekend in welk klooster.